# Gottbegnadeten-Liste

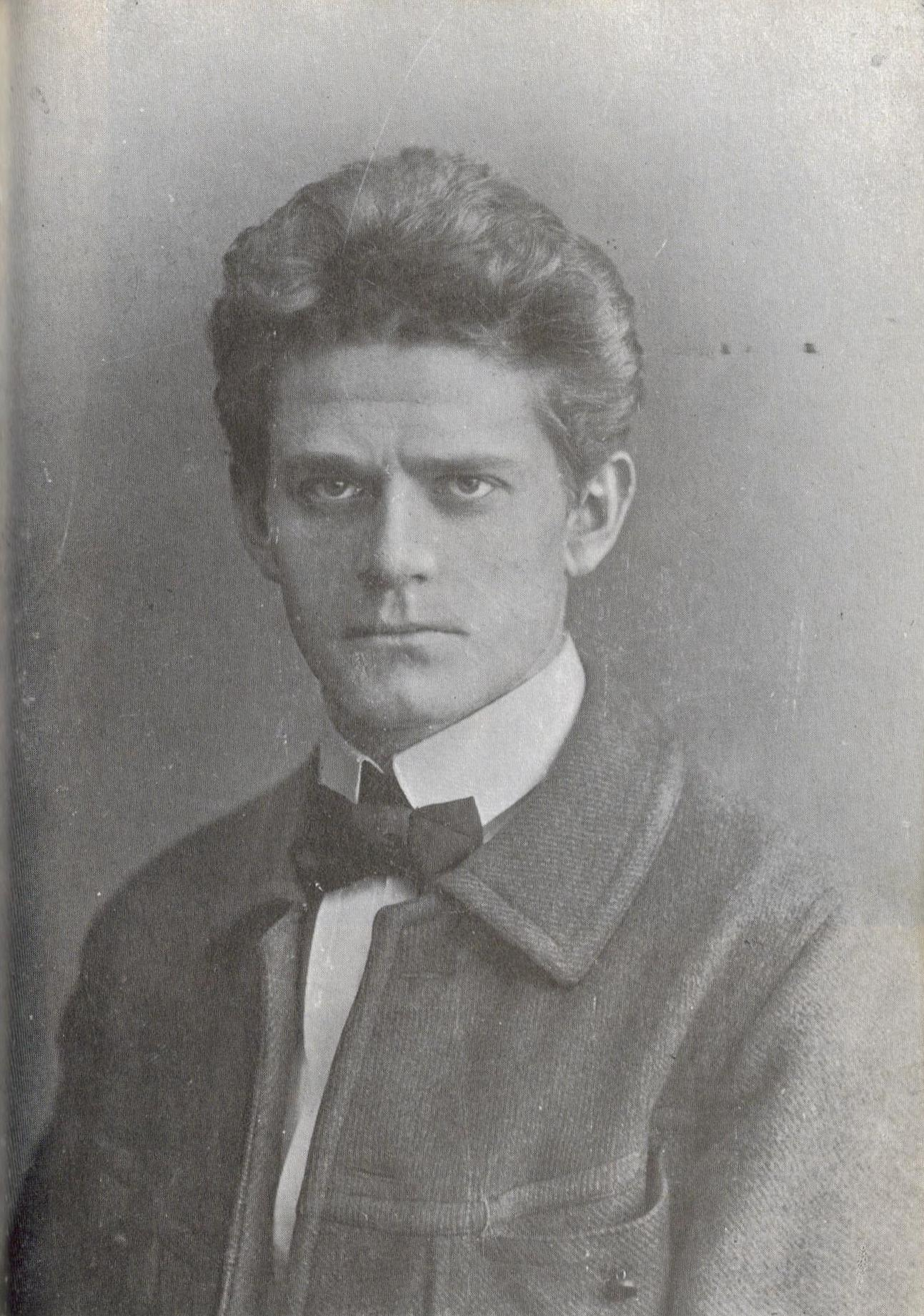
Friedrich Kayssler, jeden z „niezastąpionych aktorów” z listy

Gottbegnadeten–Liste (Lista obdarzonych łaską Bożą) – 36-stronicowa lista najważniejszych artystów w III Rzeszy, ułożona we wrześniu 1944 roku przez Josepha Goebbelsa i Adolfa Hitlera.

## Geneza
Już na początku wojny minister Joseph Goebbels podjął starania, aby stworzyć listę ludzi szczególnie ważnych dla kultury III Rzeszy i propagandy nazistowskiej, którzy byliby wyłączeni spod obowiązku mobilizacyjnego. Dzięki temu w październiku 1939 roku wskazane przez niego osoby zwolniono ze służby w Wehrmachcie.
W 1941 roku Ernest Lothar von Knorr, doradca muzyczny w sztabie niemieckich sił zbrojnych stworzył z kolei listę, rozbudowaną w 1944 roku do 360 osób, obejmującą głównie muzyków oraz nauczycieli muzyki. Znajdujący się na niej zostali zwolnieni ze służby na froncie.
Sam Hitler 24 lutego 1942 roku wypowiedział się następująco: Są dziesiątki takich, którzy nie mogą się przysłużyć Narodowi lepiej, niż idąc na front. Ale co tam komu po artyście? I potem strzeli mu taki ruski idiota w łeb! Tylu mamy żołnierzy, że co zaszkodzi, jak wyreklamujemy pięciuset czy sześciuset wybitnych! Takiego nie zastąpimy.

## Lista
Na liście znajdowali się artyści, z których zdjęto obowiązek mobilizacyjny w końcowej fazie II wojny światowej. Łącznie znalazło się na niej 1041 artystów – architektów, dyrygentów, piosenkarzy, pisarzy i filmowców. Z tej liczby 24 uznano za szczególnie wybitnych i „niezastąpionych”.
Goebbels umieścił na niej 640 aktorów, scenarzystów i reżyserów, tworząc listę znacznie dłuższą od planowanej. Dzięki temu udało mu się uchronić ich przed poborem oraz do końca wojny angażować w kolejne przedsięwzięcia Ministerstwa Propagandy i Oświecenia Publicznego, których kulminacją było nakręcenie jednej z najdroższych produkcji filmowych w III Rzeszy, wojennego filmu Kolberg w styczniu 1945 roku.
Wśród umieszczonych na tej liście artystów znaleźli się tak znani kompozytorzy jak Richard Strauss, Hans Pfitzner, Carl Orff i Norbert Schultze oraz dyrygenci Wilhelm Furtwängler i Herbert von Karajan. Jedynym cudzoziemcem, który na nią trafił, był holenderski aktor Johannes Heesters. Każdy z umieszczonych na liście artystów otrzymał list z ministerstwa propagandy, informujący go o wpisie na listę.

## „Niezastąpieni”

### Architekci
- Leonhard Gall (1884–1952)
- Hermann Giesler (1898–1987)
- Wilhelm Kreis (1873–1955)
- Paul Schultze-Naumburg (1869–1949)

### Sztuki wizualne
- rzeźbiarz Arno Breker (1900–1991)
- rzeźbiarz Fritz Klimsch (1870–1960)
- rzeźbiarz Georg Kolbe(inne języki) (1877–1947)
- rzeźbiarz Josef Thorak (1889–1952)
- malarz i ilustrator Hermann Gradl (1883–1964)
- malarz Arthur Kampf (1864–1950)
- malarz Willy Kriegel (1901–1966)
- malarz Werner Peiner (1897–1984)

### Pisarze i pisarki
- Gerhart Hauptmann (1862–1946)
- Hans Carossa(inne języki) (1878–1956)
- Hanns Johst (1890–1979)
- Erwin Guido Kolbenheyer (1878–1962)
- Agnes Miegel (1879–1964)
- Ina Seidel (1885–1974)

### Kompozytorzy
- Richard Strauss (1864–1949)
- Hans Pfitzner (1869–1949)
- Wilhelm Furtwängler (1886–1954)
- Carl Orff (1895–1982)
- Werner Egk (1901–1983)

### Aktorzy
- Otto Falckenberg (1873–1947)
- Gustaf Gründgens (1899–1963)
- Johannes Heesters (1903–2011)
- Friedrich Kayßler (1874–1945)
- Eugen Klöpfer (1886–1950)
- Hermine Körner (1878–1960)
- Heinz Rühmann (1902-1994)
- Heinrich Schroth (1871–1945)

### Śpiewacy
- Rudolf Bockelmann (1892–1958)
- Josef Greindl (1912–1993)

## Pozostali (wybór)
Umieszczeni poniżej zostali uznani za wybitnych, ale nie za niezastąpionych. Ostateczna wersja listy, najdłuższa, zawierała także nazwiska tych, których uznano za godnych obecności tam dopiero za zasługi wojenne.

### Pisarze
- Hans Friedrich Blunck (1888–1961)
- Bruno Brehm (1892-1974)
- Hermann Burte (1879–1960)
- Friedrich Griese (1890–1975)
- Emil Strauß (1866–1960)
- Josef Weinheber (1892–1945)
- Heinrich Zillich (1898–1988)
- Gustav Frenssen (1863–1945)
- Hans Grimm (1875–1959)
- Max Halbe (1865–1944)
- Heinrich Lilienfein (1879–1952)
- Börries Freiherr von Münchhausen (1874–1945)
- Wilhelm Schäfer (1868–1952)
- Wilhelm von Scholz (1874–1969)
- Lulu von Strauss und Torney (1873–1956)
- Helene Voigt-Diederichs (1865–1961)

### Kompozytorzy
- Gerhard Frommel (1906–1984)
- Kurt Hessenberg (1908–1994)
- Karl Höller (1907–1987)
- Max Trapp (1887–1971)
- Hermann Zilcher (1881-1948)
- Mark Lothar (1902–1985)
- Johann Nepomuk David (1895–1977)
- Harald Genzmer (1909–2007)
- Ottmar Gerster (1897–1969)
- Paul Höffer (1895–1949)
- Joseph Marx (1882–1964)
- Gottfried Müller (1914–1993)
- Ernst Pepping (1901–1981)
- Fried Walter (1907–1996)

### Dyrygenci
- Hermann Abendroth (1883–1956)
- Karl Elmendorff (1891–1962)
- Robert Heger (1886–1978)
- Oswald Kabasta (1896–1946)
- Herbert von Karajan (1908–1989)
- Johannes Schüler (1894–1966)
- Karl Böhm (1894–1981)
- Eugen Jochum (1902–1987)
- Hans Knappertsbusch (1888–1965)
- Joseph Keilberth (1908–1968)
- Rudolf Krasselt (1879–1954)
- Clemens Krauss (1893–1954)
- Hans Schmidt-Isserstedt (1900–1973)
- Paul Schmitz (1898–1992)
- Carl Schuricht (1880–1967)

### Muzycy i muzyczki
- Ludwig Hoelscher (1907-1996)
- Elly Ney (1882-1968)
- Hans Beltz (1897-1977)
- Walter Morse Rummel (1887-1953)
- Günther Ramin (1898-1956)
- Walter Gieseking (1895-1956)
- Wilhelm Stross (1907-1966)
- Gerhard Taschner (1922-1976)

### Teatr i opera
- Jürgen Fehling (1885–1968)
- Heinrich George (1893–1946)
- Werner Krauss (1884–1959)
- Karl-Heinz Stroux (1908–1985)
- Heinrich Schlusnus (1888–1952)
- Wilhelm Strienz (1899–1987)
- Paula Wessely (1907–2000)

### Malarze, rzeźbiarze i architekci
- Claus Bergen (1885-1964), malarz
- Ludwig Dettmann (1865-1944), malarz
- Fritz Mackensen (1866-1953), malarz
- Franz Stassen (1869-1949), malarz
- Kurt Edzard (1890–1972), rzeźbiarz
- Clemens Klotz (1886–1969), architekt
- Fritz von Graevenitz (1892-1959), rzeźbiarz i malarz
- Alfred Mahlau (1894–1967), malarz
- Ernst Neufert (1900–1986), architekt
- Bruno Paul (1874–1968), architekt
- Richard Scheibe (1879–1964), rzeźbiarz
- Joseph Wackerle (1880–1959), rzeźbiarz

## Lista Goebbelsa (wybór)
Lista wybranych przez Goebbelsa osób związanych z kinematografią III Rzeszy. Znalazło się na niej łącznie 280 aktorów, 227 aktorek, 78 scenarzystów, 18 scenarzystek i 35 reżyserów. Wśród nich byli:
- Wolf Albach-Retty (1908–1967)
- Willy Fritsch (1901–1973)
- Attila Hörbiger (1896–1987)
- Viktor de Kowa (1904–1973)
- Harry Piel (1892–1963)
- Hans Albers (1891–1960)
- Karl Dannemann (1896–1945)
- O.W. Fischer (1915–2004)
- Hans Holt (1909–2001)
- Paul Hörbiger (1894–1981)
- Ferdinand Marian (1902–1946)